# تاق بزرگ
تاق بزرگ در منطقه لا دفانس (تلفظ می‌شود [la ɡʁɑ̃d aʁʃ də la defɑ̃s]) یک بنای یادمانی و ساختمانی در منطقه اداری لا دفانس
در محله پوتو، در سمت غربی شهر پاریس در کشور فرانسه واقع شده‌است. این بنا غالباً تحت نام تاق بزرگ منطقه لا دفانس یا به صورت کوتاه شده این عبارت تحت نام تاق بزرگ شناخته می‌شود.

## طراحی و ساخت
در سال ۱۹۸۲ میلادی در زمان ریاست جمهوری فرانسوا میتران مسابقه طراحی بزرگی برگزار گردید. معمار دانمارکی یوهان اوتو فان اسپرکلسن (۱۹۲۹–۱۹۸۷) و مهندس اهل دانمارک اریک ریتزل (۱۹۴۱–۲۰۱۲) یک نسخه اواخر قرن بیستمی از تاق پیروزی پاریس را طراحی کردند و توانستند به مرحله ورودی این مسابقه دست یابند:یک یادمان از انسانیت و بشردوستی به جای پیروزی‌های نظامی.
ساخت این بنا در سال ۱۹۸۵ میلادی آغاز گشت. در ژوئیه ۱۹۸۶ اسپرکلسن از این پروژه کناره گیری کرد و تمام مسئولیت‌های معماری این بنا را به عهده شریک خود که یک معمار فرانسوی بود یعنی پل آندرو گذاشت. ریتزل کار خود را تا اتمام ساخت و ساز این بنا در سال ۱۹۸۹ ادامه داد.
شکل این تاق تا حدودی به یک مکعب نزدیک است (عرض:۱۱۰ متر، ارتفاع:۱۱۰متر، طول:۱۱۰ متر)؛ در ابتدا پیشنهاد شد که شکل بنا به صورت یک ابر مکعب باشد (یک تسرکت)که به سمت دنیای سه بعدی بیرون زده‌است. این بنا از یک قاب از بتن پیش تنیده که با شیشه و مرمر کارارا از کشور ایتالیا پوشیده شده تشکیل شده‌است که توسط شرکت مهندسی عمران فرانسوی بوویگ ساخته شد.
تاق بزرگ در ژوئیه ۱۹۸۹ با همراهی رژه نظامی بزرگی به مناسبت جشن دویستمین سال پیروزی انقلاب کبیر فرانسه برگزار گشت. این بنا خط سیر بناهای تاریخی پاریس که محور تاریخی این شهر را تشکیل می دادن را کامل نمود. این تاق با زاویه ۶٫۳۳ درجه حول محور عمودی چرخیده‌است. دلیل اصلی این چرخش دلیل فنی و تکنیکی است:یک ایشگاه مترو، یک ایستگاه RER(سیستم زیر زمینی حمل و نقل سریع) و یک راه عبور وسایل موتوری که همه از زیر این تاق می‌گذرند، این تغییر زاویه تنها راه علاج برای وفق دادن پی‌های بسیار عظیم این بنا با شرایط بود. به علاوه این که از دید معمارانه این چرخش عمق این بنا را بیشتر اهمیت می‌بخشد و به چرخش زاویه موزه لوور در سر دیگر محور تاریخی پاریس است.
همچنین، این تاق طوری قرار گرفته که یک محور دومی را نیز با بلندترین بناهای پاریس یعنی برج ایفل و [Tour Montparnasse برج مونتپارنس] تشکیل می‌دهد.
دو وجه کناری این تاق ساختمان‌های دولتی را در خود جای داده‌است. در قسمت بام یک مرکز نمایش وجود دارد که موزه کاپیوتر و محاسبات را در خود جای داده‌است. بام این بنا، در اوقاتی که باز بود به دلیل دید بسیار زیبایی که به پاریس داشت مشهور شده بود. گرچه در یک حادثه در آسانسورهایش در آوریل سال ۲۰۱۰ که بدون تلقات بود، کمیته اکولوژی، صاحب قسمت بام بنا، اصمیم گرفت که برای همیشه این موزه را که بر روی بام قرار داشت ببندد. دسترسی به بام از طریق آسانسورهای شمالی و جنوبی هنوز مقدور می‌باشد امابرای عموم این دسترسی وجود ندارد.

برنامه ای برای بازگشای دوباره این بخش برای ماه می سال ۲۰۱۷ در نظر گرفته شده بود، اما ا ماه ژوئن سال ۲۰۱۷ تأخیر خورد.

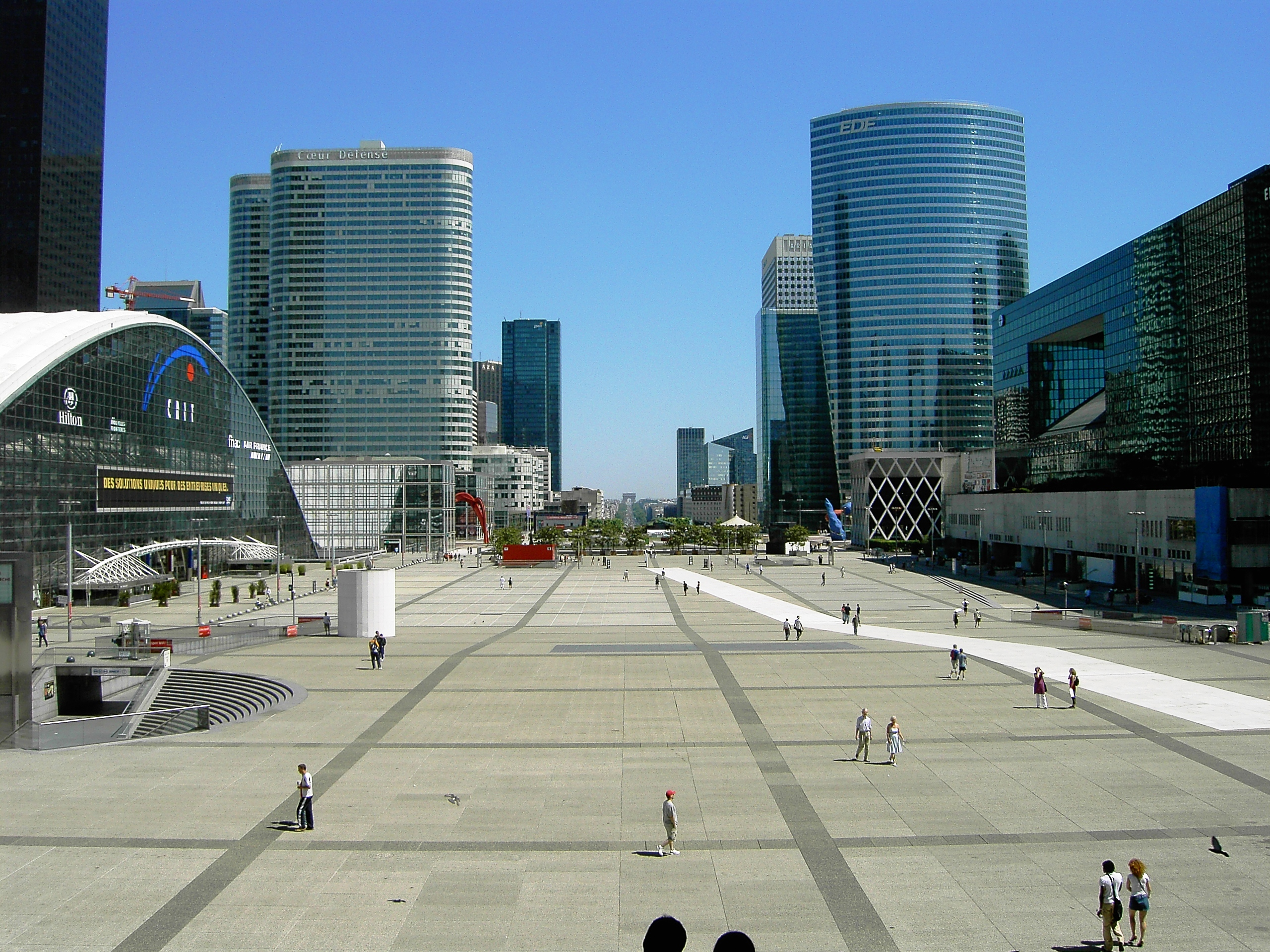
View of the Arc de Triomphe from the Grande Arche
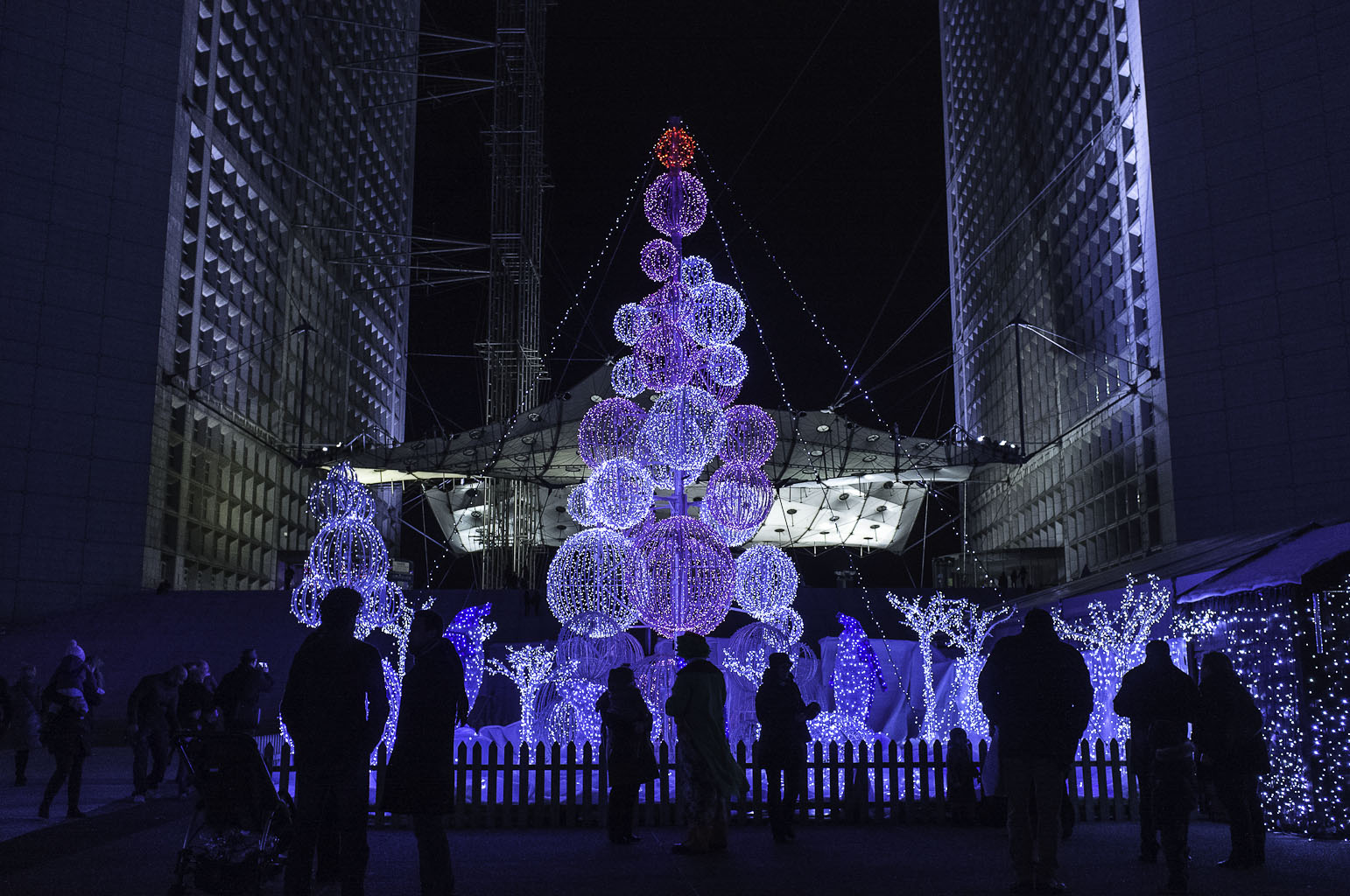
Christmas decoration at the Grand Arche
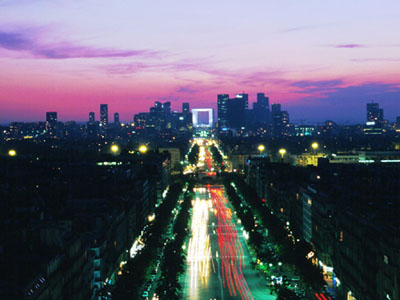
The Grande Arche seen from the Arc de Triomphe on the Axe historique
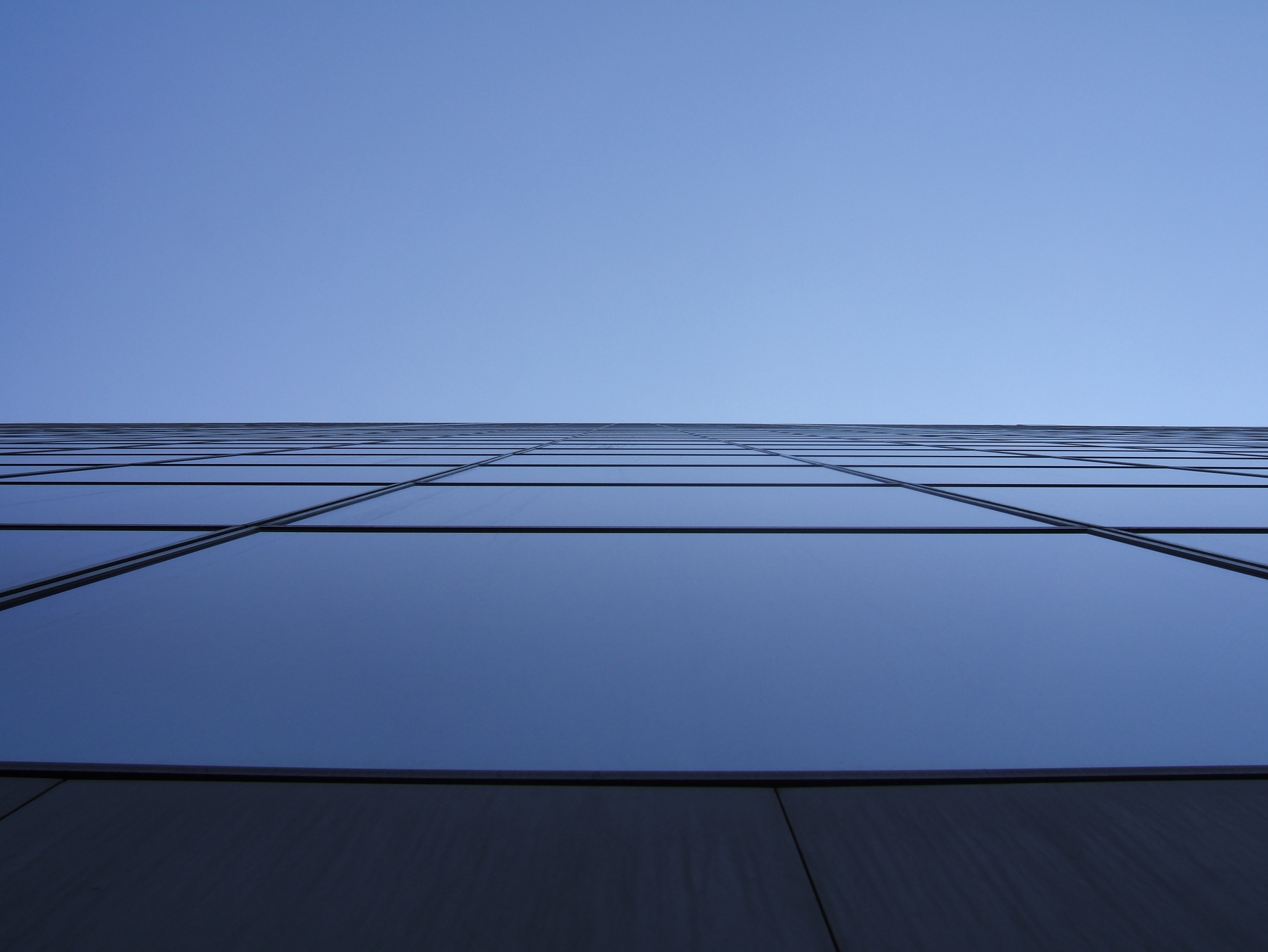
North façade of the Grande Arche de la Défense

## متصرفین و مستاجرین
بخش‌های اداری اصلی سازمان‌هایی که رد منطقه لا دفانس قرار دارند از جمله BEAmer، آزانس بازرسی به سوانح دریایی فرانسه، در قسمت جنوبی تاق بزرگ واقع گردیده‌است.